# Média geométrica

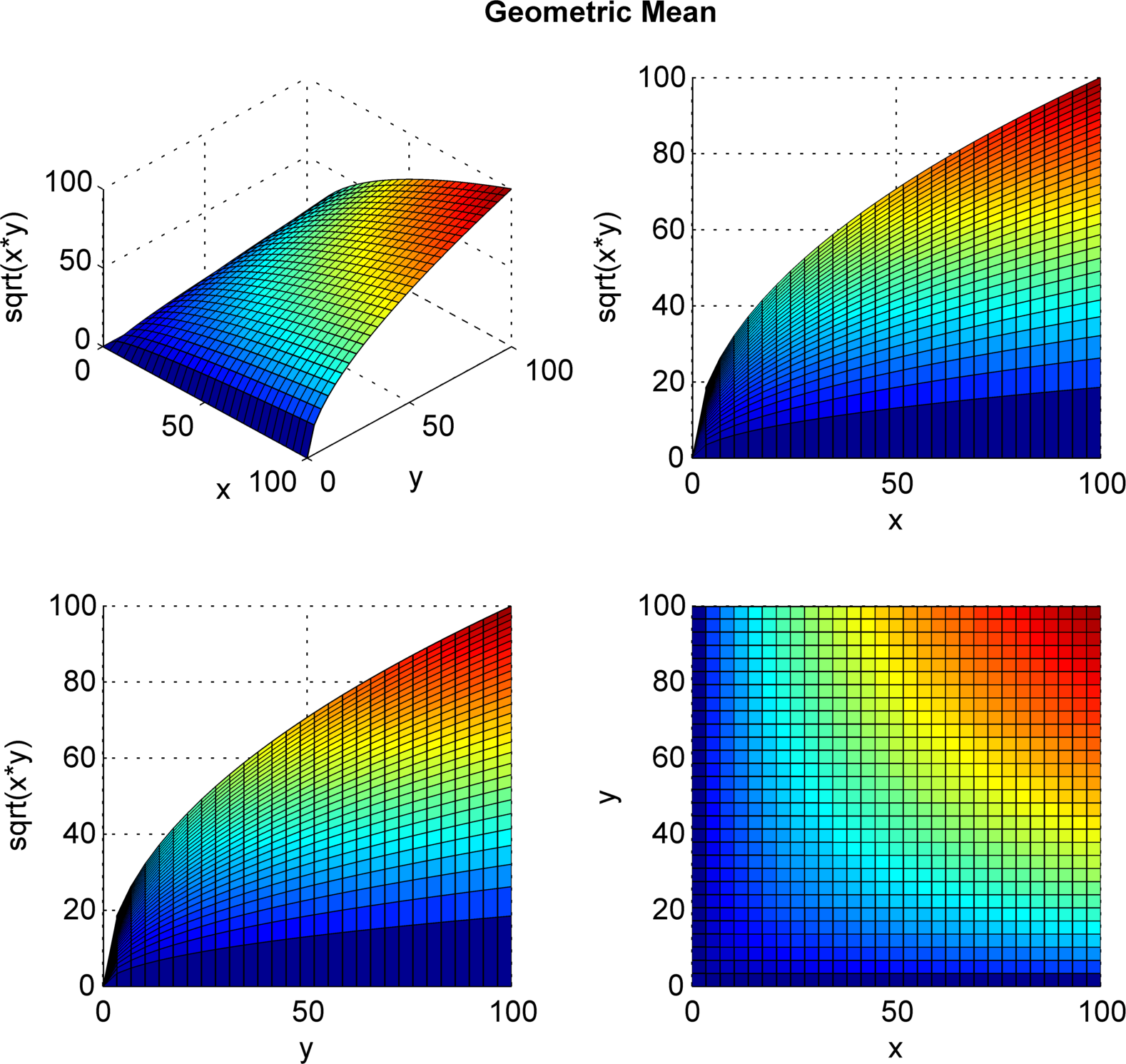
Ilustração em três dimensões mostrando os valores da média geométrica dos valores das variáveis x e y.

Na matemática, a média geométrica  de um conjunto de números positivos é definida como o produto de todos os membros do conjunto elevado ao inverso do número de membros. Indica a tendência central ou o valor típico de um conjunto de números usando o produto dos seus valores (diferente da média aritmética, que usa a soma dos valores). A média geométrica é definida como n-ésima raiz (onde n é a quantidade de termos) da multiplicação dos termos.
Por exemplo, a média geométrica de dois números, neste caso 2 e 8, é apenas a raiz quadrada do produto entre 2 e 8; isto é: {\displaystyle {\sqrt {2\cdot 8}}=4}. Outro exemplo: a média geométrica dos números 4, 1, e 1/32 é definida da seguinte forma: raiz cúbica de seu produto (1/8), que é 1/2; ou seja: {\displaystyle {\sqrt[{3}]{4\cdot 1\cdot 1/32}}=1/2}.
A média geométrica é frequentemente utilizada quando comparamos diferentes itens – encontrando uma única "figura representativa" para esses itens – quando cada um desses itens possuem múltiplas propriedades que possuem diferentes escalas numéricas. Por exemplo, a média geométrica pode nos dar uma "média" significativa para comparar duas companhias que estão sendo classificadas numa escala de 0 a 5 para suas sustentabilidades ambientais e sendo classificadas de 0 a 100 para suas viabilidades financeiras. Se a média aritmética fosse usada em vez da média geométrica, a viabilidade financeira pesaria mais pois seu alcance numérico é grande, logo uma pequena mudança percentual na classificação financeira (por exemplo: uma mudança de 80 para 90) faria uma grande diferença na média aritmética do que uma grande diferença percentual na classificação da sustentabilidade ambiental (por exemplo uma mudança de 2 para 5 na escala). O uso da média geométrica normaliza os alcances que podem ser alcançados, então nenhum alcance dominará os pesos, e uma dada mudança percentual em qualquer das propriedades possui o mesmo efeito na média geométrica. Concluímos então que uma mudança de 20% na sustentabilidade ambiental (de 4 para 4,8 na classificação) possuirá o mesmo efeito na média geométrica que uma mudança de 20% na viabilidade financeira (de 60 para 72 na classificação).
A média geométrica pode ser entendida em termos da geometria. A média geométrica de dois números, {\displaystyle a} e {\displaystyle b}, é o tamanho do lado de um  quadrado cuja área é igual à área de um retângulo com lados de tamanho {\displaystyle a} e {\displaystyle b}. Similarmente, a média geométrica de três números, {\displaystyle a}, {\displaystyle b}, e {\displaystyle c}, é o tamanho do lado de um cubo cujo volume é igual ao volume de um paralelepípedo retângulo com lados de tamanho {\displaystyle a}, {\displaystyle b}, e {\displaystyle c}.

Exemplo do cálculo da média geométrica dos números 2, 4 e 8, exibindo a equivalência volumétrica entre o paralelepípedo retângulo de lados 2, 4 e 8 e o cubo de lados 4, 4 e 4.

A média geométrica se aplica apenas a números positivos a fim de evitar o cálculo do produto de um número negativo que poderia resultar em números imaginários, mas também para satisfazer certas propriedades sobre médias, o que é explicado mais tarde nesse artigo. Note que a definição é ambígua se consideramos a possibilidade de um dos termos ser zero. É também usado para um conjunto de números cujos valores são destinados a serem multiplicados ou são exponenciais na natureza, assim como os dados do crescimento da população humana ou avaliações de um investimento financeiro.
A média geométrica é também uma das três médias clássicas de Pitágoras, junta com a mencionada média aritmética e a média harmônica. Para todos os conjuntos de dados positivos contendo ao menos um par de valores diferentes, a média harmônica sempre será a menor dentre as três médias, enquanto a arimética sempre será a maior das três e a geométrica fica entre as duas. (veja também Desigualdade das médias.)

## Cálculo
A média geométrica de um conjunto de dados {\displaystyle \{a_{1},a_{2},\ldots ,a_{n}\}} é dada a seguinte forma:
{\displaystyle \left(\prod _{i=1}^{n}a_{i}\right)^{1/n}={\sqrt[{n}]{a_{1}a_{2}\cdots a_{n}}}.}
A média geométrica de um conjunto de dados é menor que o conjunto de dados média aritmética ao menos que todos os membros do conjunto de dados sejam iguais, o que nesse caso a média geométrica e aritmética são iguais. Isso possibilita a definição da média aritmética-geométrica, uma combinação das duas que sempre se encontra no meio.
A média geométrica também é a média aritmética-harmônica no sentido de que se duas sequências ({\displaystyle a_{n}}) e({\displaystyle h_{n}}) são definidas:
{\displaystyle a_{n+1}={\frac {a_{n}+h_{n}}{2}},\quad a_{0}=x}
e
{\displaystyle h_{n+1}={\frac {2}{{\frac {1}{a_{n}}}+{\frac {1}{h_{n}}}}},\quad h_{0}=y}
onde {\displaystyle h_{n+1}} é a média harmônica dos valores anteriores das duas sequências, então {\displaystyle a_{n}} e {\displaystyle h_{n}} irão convergir para a média geométrica de {\displaystyle x} e {\displaystyle y}.
Isto pode ser visto facilmente pelo fato de que sequências convergem para um limite comum (que pode ser visto no Teorema de Bolzano-Weierstrass) e o fato de que a média geométrica é preservada:
{\displaystyle {\sqrt {a_{i}h_{i}}}={\sqrt {\frac {a_{i}+h_{i}}{\frac {a_{i}+h_{i}}{h_{i}a_{i}}}}}={\sqrt {\frac {a_{i}+h_{i}}{{\frac {1}{a_{i}}}+{\frac {1}{h_{i}}}}}}={\sqrt {a_{i+1}h_{i+1}}}}
Substituindo a média aritmética e a harmônica por um par de médias generalizadas de opostos, exponenciações finitas acarretam o mesmo resultado.

### Relação da média aritmética dos logaritmos
Usando identidades de logaritmos para transformar a fórmula, a multiplicação pode ser expressa como soma e a potência como uma suma.
{\displaystyle \left(\prod _{i=1}^{n}a_{i}\right)^{1/n}=\exp \left[{\frac {1}{n}}\sum _{i=1}^{n}\ln a_{i}\right]}
Isto é algumas vezes chamado de média logarítmica. É simples computar a média aritmética dos valores do logaritmo transformado de {\displaystyle a_{i}} (i.e., a aritmética significa a escala logarítmica) e quando usada a exponenciação para retornar a computação da escala original, i.e, é a média-f generalizada com {\displaystyle f(x)=\log x}. Por exemplo, a média geométrica de 2 e 8 pode ser calculada da seguinte forma:
{\displaystyle b^{(\log _{b}(2)+\log _{b}(8))/2}=4,}
onde {\displaystyle b} é qualquer base do logaritmo (geralmente 2, {\displaystyle e} ou 10).
Geralmente se utilizam a fórmula na direita (acima) como alternativa para implementação nas linguagens computacionais: overlfows ou underflows são menos prováveis de acontecer quando comparados com o cálculo de um conjunto de números devido ao cálculo do logaritmo.

### Relação entre a média aritmética e a média-preservada de propagação
Se um conjunto de números não idênticos é submetido a média-preservada de propagação - ou seja, dois ou mais elementos de um conjunto são "propagados à parte" para cada um dos outros enquanto deixam a média aritmética não modificada - então a média geométrica sempre decresce. 

### Computação em um tempo constante
Nos casos onde a média geométrica está sendo usada para determinar a média da taxa de crescimento de alguma quantidade, e os valores inicias e finais {\displaystyle a_{0}} e {\displaystyle a_{n}} desta quantidade são conhecidos, o produto da taxa de crescimento medida a cada passo não precisa ser calculado. Em vez disso, a média geométrica é simplesmente:
{\displaystyle \left({\frac {a_{n}}{a_{0}}}\right)^{\frac {1}{n}},}
onde {\displaystyle n} é o número de passos do estado inicial para o estado final.
Se os valores são {\displaystyle a_{0},\ldots ,a_{n}}, então a taxa de crescimento medida entre {\displaystyle a_{k}} e {\displaystyle a_{k+1}} é {\displaystyle a_{k+1}/a_{k}}.  A média geométrica dessas taxas de crescimento é apenas: {\displaystyle \left({\frac {a_{1}}{a_{0}}}{\frac {a_{2}}{a_{1}}}\cdots {\frac {a_{n}}{a_{n-1}}}\right)^{\frac {1}{n}}=\left({\frac {a_{n}}{a_{0}}}\right)^{\frac {1}{n}}}

## Propriedades
A propriedade fundamental da média geométrica, que pode ser comprovada para ser falsa em qualquer outra média é:
{\displaystyle {\mathit {GM}}\left({\frac {X_{i}}{Y_{i}}}\right)={\frac {{\mathit {GM}}(X_{i})}{{\mathit {GM}}(Y_{i})}}}
Isto faz a média geométrica a única média correta quando resulta em média normalizada, este é o resultado que está presente em relações com os valores de referência.   Este é o caso quando ao apresentar o desempenho do computador com respeito ao computador referente, ou quando computamos uma único índice de média de raiz severamente heterogênea (por exemplo a expectativa de vida, anos de educação e mortalidade infantil). Nesse cenário, usar a média aritmética ou harmônica poderia mudar o ranking dos resultados dependendo do que for usado como referência. Por exemplo, pegue a seguinte comparação de execução do tempo de programas de computador:
|                  | Computador A | Computador B | Computador C |
| ---------------- | ------------ | ------------ | ------------ |
| Programa 1       | 1            | 10           | 20           |
| Programa 2       | 1000         | 100          | 20           |
| Média aritmética | 500,5        | 55           | 20           |
| Média geométrica | 31,622 . . . | 31,622 . . . | 20           |

A média aritmética e a geométrica concordam que o computador C é mais rápido. De qualquer modo, por apresentar valores apropriadamente normalizados e usando a média aritmética, nós podemos mostrar qualquer um dos outros dois computadores como o mais rápido. Normalizando pelos resultados de A como o computador mais rápido de acordo com a média aritmética, temos:
|                  | Computador A | Computador B | Computador C |
| ---------------- | ------------ | ------------ | ------------ |
| Programa 1       | 1            | 10           | 20           |
| Programa 2       | 1            | 0,1          | 0,02         |
| Média aritmética | 1            | 5,05         | 10.01        |
| Média geométrica | 1            | 1            | 0,632 . . .  |

enquanto normalizando pelos resultados de B como o computador mais rápido pela média aritmética temos:
|                  | Computador A | Computador B | Computador C |
| ---------------- | ------------ | ------------ | ------------ |
| Programa 1       | 0.1          | 1            | 2            |
| Programa 2       | 10           | 1            | 0,2          |
| Média aritmética | 5,05         | 1            | 1.1          |
| Média Geométrica | 1            | 1            | 0,632        |

Em todos os casos, o ranking dado pela média geométrica continua o mesmo que o obtido sem os valores normalizados.

## Aplicações

### Crescimento proporcional
A média geométrica é mais apropriada que a média aritmética para descrever crescimentos proporcionais, tanto crescimento exponencial (proporção constante de crescimento) e crescimento variado; nos negócios a média geométrica da taxa de crescimento é conhecida como composição anual da taxa crescimento (CAGR). A média geométrica do crescimento sobre períodos acarreta os equivalentes crescimentos constantes da taxa que poderiam acarretar a mesma quantia.
Suponha que uma laranjeira acarreta 100 laranjas por ano e então 180, 210 e 300 seguindo os anos, então o crescimento é 80%, 16.66% e 42,8571% para cada ano respectivamente. Usando a média aritmética calculamos a uma média linear do crescimento de  46,5079% (80% + 16,6666% + 42,85261% dividido por 3). Todavia, se nós começarmos com 100 laranjas e tivermos um crescimento de 46,5079% cada ano, o resultado é 314 laranjas, não 300, então a média linear não corresponde aos valores de crescimento em cada ano.
Em vez disso, nós podemos usar a média geométrica. Crescimento de 80% corresponde a multiplicar por 1.80, então nós pegamos a média geométrica de 1,80, 1,16666 e 1,428571, i.e {\displaystyle {\sqrt[{3}]{1,80\times 1,166666\times 1,428571}}=1,442249}; logo a "média" do crescimento por ano é 44,2249%. Se nós começarmos com 100 laranjas e pegarmos o número acrescido de 44,2249% cada ano, o resultado é 300 laranjas.

### Aplicação nas ciências sociais
Embora a média geométrica tenha sido relativamente rara na computação da estatística social, a partir de 2010 a Unite Nations Human desenvolveu um índice que o usa no cálculo.
A média geométrica decresce o nível de substituibilidade entre dimensões sendo comparadas e no mesmo tempo garante que 1 porcento recusa
em dizer a expectativa de vida ao nascer tem o mesmo o mesmo impacto no IDH como 1 porcento recusado na educação ou renda. Assim, como base de comparação de arquivos, este método é o mais respeitável da inerente diference através das dimensões do que uma média simples. 
Note que nem todos os valores usados para computar o IDH são normalizados, alguns deles tem a forma {\displaystyle (X-X_{\min })/(X_{\mathrm {norm} }-X_{\min })}. Isto faz a escolha da média geométrica menos óbvio do que uma poderia esperar das "Propriedades" na seção acima.

### Relações de aspecto
A média geométrica tem sido usada na escolha de um compromisso em filme e vídeo: dadas duas relações de aspecto, a média geométrica deles promovem um compromisso entre eles, distorcendo ou recortando ambos em alguns casos algum sentido igual. Concretamente, dois retângulos de iguais área (com o mesmo centro e lados paralelos) de diferentes proporções cruzam num retângulo cuja relação de aspecto é a média geométrica, e o seu casco (retângulo mais pequeno que contém a ambos), também tem a sua razão de aspecto média geométrica .
Na escolha da 16:9 relação de aspecto de SMPTE, balanço 2,35 e 4:3, a média geométrica {\displaystyle {\sqrt {2,35\times {\frac {4}{3}}}}\approx 1,7701}, e assim {\displaystyle 16:9=1,77{\overline {7}}}... foi escolhida. Isto foi descoberto empiricamente por Kerns Powers, que cortar retângulos com áreas iguais e em forma-los para corresponder cada um dos formatos de imagem populares. Quando sobrepostos com os seus pontos de centro alinhado, ele descobriu que todos esses retângulos relação de aspecto de caber dentro de um retângulo externo com uma relação de aspecto de 1,77:1 e todos eles também cobriu um retângulo interno menor comum com a mesma proporção
1,77:1. O valor encontrado por Powers é exactamente a média geométrica das proporções extremas, 4:3 (1,33:1) e CinemaScope (2,35:1), que é coincidentemente próximo de {\displaystyle 16:9} ({\displaystyle 1,77{\overline {7}}:1}). Note-se que as relações intermédias têm nenhum efeito sobre o resultado, apenas as duas relações extremas.
Aplicando a mesma técnica de média geométrica de cerca de 16:9 e 4:3 produz o 14:9 ({\displaystyle 1,55{\overline {5}}}...) relação de aspecto, que é também usada como compromisso entre relações. Neste caso 14:9 é exatamente a  média aritmética de {\displaystyle 16:9} e {\displaystyle 4:3=12:9}, desde que 14 é a média de 16 e 12, enquanto a precisa média geométrica {\displaystyle {\sqrt {{\frac {16}{9}}\times {\frac {4}{3}}}}\approx 1,5396\approx 13,8:9}, mas os dois meios diferentes', aritmética e geométrica, são aproximadamente iguais porque ambos os números são suficientemente próximas uma da outra (uma diferença de menos de 2%)

### Revestimentos anti-reflexo
Em revestimentos ópticos, onde a reflexão precisa ser minimizado entre dois meios de índices de refração n0 e n2, o índice óptico refrativo n1 de anti-reflective coatingé dado pela média geométrica: {\displaystyle n_{1}={\sqrt {n_{0}n_{2}}}}.

### Spectral flatness
Em processamento de sinais, nivelamento espectral, uma medida de como plana ou espetado um espectro é, é definida como a relação entre a média geométrica do espectro de potência para a sua média aritmética.

### Geometria
No caso de um triângulo retângulo, a sua altura é o comprimento de uma linha que se estende perpendicularmente a partir da hipotenusa do seu 90 ° vértice. Imaginar que esta linha divide a hipotenusa em dois segmentos, a média geométrica destes comprimentos de segmento é o comprimento da altura.
Na elipse, o semi-eixo menor é a média geométrica da maior e menor distância da elipse de um foco; e o semi-eixo maior da elipse representa a média geométrica da distância a partir do centro para ambos os foco e a distância a partir do centro para ambos os directrix.

### Financial
A média geométrica foi ao longo do tempo usada para o cálculo dos índices financeiros (a média é sobre os componentes do índice). Por exemplo, no passado, o índice FT 30 usou uma média geomérica. É também usado na medida recentemente introduzido imposto de inflação no Reino Unido e no resto da União Europeia.
Como Rowley afirma, isso tem o efeito de subestimar variações do índice de comparação com o uso da média aritmética. Como explica Rowley, há circunstâncias em que este é indesejável, por exemplo na medição de custos de mudanças de vida, onde é indesejável para "amortecer" grandes alterações em alguns dos componentes do índice.

## Exemplo
Se um investimento rende 10% no primeiro ano e 20% no segundo ano, qual será o rendimento médio desse investimento?
Seja C o capital inicial, após esses dois anos o montante M será igual a {\displaystyle M=C*1,10*1,20=1,32*C}.
Se tomarmos a média aritmética teríamos 15% como média, porém, ao calcular o montante ao final dos dois anos obteríamos {\displaystyle M=C*1,15*1,15=1,3225*C}, que é diferente de 1,32*C.
Por outro lado, a média geométrica entre 10% e 20% é igual a {\displaystyle {\sqrt {1,10*1,20}}\approx 1,1489}. Aplicando essa média ao capital inicial, temos que {\displaystyle C*{\sqrt {1,10*1,20}}*{\sqrt {1,10*1,20}}=C*(1,10*1,20)=1,32*C}, que é exatamente igual ao valor obtido quando aplicamos os rendimentos originais.